# Lemma (matematica)
In matematica per lemma si intende un enunciato che viene dimostrato nell'ambito di una teoria formale (come un teorema, un corollario o una qualsiasi proposizione derivabile dagli assiomi della teoria stessa mediante un procedimento dimostrativo) e che in un'esposizione sistematica della teoria viene presentato come fatto preliminare ad un enunciato di maggiore evidenza cui si riserva il ruolo di teorema.

## Descrizione
Esso è in pratica una proposizione dimostrata, necessaria per la dimostrazione di un teorema più significativo. L'utilizzo di lemmi ha lo scopo di fornire maggiore chiarezza all'argomentazione separandone le parti in maniera ordinata.
La maggior parte degli enunciati chiamati lemmi quindi rivestono una importanza circoscritta. Un buon numero di lemmi vengono formulati solo per costituire un chiaro punto di passaggio per uno sviluppo dimostrativo ampio e articolato e non vengono presi in considerazione da chi non vuole addentrarsi nei particolari della dimostrazione del teorema rispetto al quale hanno un ruolo di preliminari, in quanto da essi non si ricavano conseguenze diverse da quelle che portano al teorema. Questi lemmi potrebbero essere chiamati "lemmi ancillari".
Tuttavia accade anche, soprattutto per il rispetto delle tradizioni (in genere molto forte tra i matematici), che si usi il termine lemma anche per enunciati di grande rilievo. Talora si tratta di enunciati la cui dimostrazione è stata richiesta dal teorema successivo quando quest'ultimo era solo intuito ed è stata ottenuta con un elevato impegno dimostrativo. Inoltre un tale "lemma di rilievo" può avere notevoli conseguenze per le quali il teorema può essere ignorato. Oppure possono essere dimostrazioni che sono diventate famose in matematica in quanto alla base di numerose altre dimostrazioni. Questi lemmi quindi è opportuno siano ben conosciuti da chi si occupa del settore al quale essi afferiscono. Tra queste proposizioni ricordiamo il lemma di Zorn, il lemma di Bézout, il lemma di Euclide, il lemma di Fatou, il lemma di Gauss, il lemma di Jordan, il lemma di Schur.
Il termine viene spesso utilizzato anche in filosofia con un significato meno rigoroso di quello matematico.

## Etimologia
Dal greco "λήμμα lémma", col significato di "ciò che si riceve, come un regalo, del profitto, ecc".